# Free Willy - Un amico da salvare
Free Willy - Un amico da salvare (Free Willy) è un film del 1993 diretto da Simon Wincer. Narra la storia di un'amicizia fra un ragazzino orfano e un'orca prigioniera in un parco divertimenti in difficoltà.
Distribuito nel Nord America il 16 luglio 1993, il film ha ricevuto un'accoglienza positiva da parte della critica ed è stato un successo finanziario, incassando 153,7 milioni di dollari su un budget di 20 milioni di dollari. Il film ebbe un franchise, compresa una serie animata, due sequel e un reboot direct-to-video oltre a ispirare la riabilitazione e il rilascio dell'orca Keiko. Il film segnò anche l'unica partecipazione cinematografica e ultimo progetto dello sceneggiatore Keith A. Walker prima della sua morte nel 1996.

## Trama
Sulla costa nord-occidentale del Pacifico, un branco di orche nuota pacificamente. Il branco viene rintracciata da un gruppo di balenieri. Una delle orche viene separata dalla sua famiglia. I balenieri la vendono al Northwest Adventure Park.
Mesi dopo, a Portland, Jesse, un orfano di 12 anni abbandonato dalla madre quando aveva sei anni, fugge da Cooperton e trascorre tre giorni vagando per le strade con i suoi compagni orfani, chiedendo soldi e rubando cibo. Per sfuggire alla polizia che li insegue più tardi quella notte, lui e il suo amico Perry irrompono in un edificio che si rivela essere l'area di osservazione del parco avventura. Mentre disegna graffiti sui muri dell'edificio e sul serbatoio dell'acqua, Jesse si trova faccia a faccia con la grande orca prima di essere catturato dalla polizia. Il suo assistente sociale Dwight lo informa che i suoi nuovi genitori adottivi Glen e Annie Greenwood sarebbero felici di accoglierlo. Jesse, che spera di ricongiungersi con sua madre, va a vivere con loro a malincuore.
Invece di essere mandato in un riformatorio, Jesse può rimediare al suo atto vandalico pulendo e ridipingendo l'area di osservazione. Forma un legame con l'orca, di nome Willy, quando gli piace suonare l'armonica di Jesse. Con la fine del periodo di libertà vigilata e il suo lavoro completato, Jesse sgattaiola fuori di casa per visitare Willy e cade accidentalmente nella vasca. Quasi annega ma Willy salva il ragazzo e lo riporta in superficie. Randolph e Rae notano che Jesse è l'unico essere umano a cui risponde Willy, normalmente irascibile, e alla fine a Jesse viene offerto un lavoro estivo: nel frattempo, anche il rapporto con i Greenwood comincia ad essere diverso.
Il proprietario del parco, Dial, vede il talento che Jesse e Willy hanno insieme nella speranza di guadagnare finalmente soldi da Willy, che finora è stata un'impresa costosa per lui. Il giorno dell'inaugurazione, tuttavia, Willy si rifiuta di esibirsi perché inimicato. Jesse, incapace di convincerlo a fare acrobazie mentre affronta la pressione degli spettatori, se ne va in lacrime e progetta di trovare sua madre. Willy rompe il serbatoio con la sua rabbia indotta dallo stress, avendone abbastanza dei continui colpi dei bambini. Quella notte, un Jesse disilluso esce di soppiatto per fermarsi al carro armato per salutare Willy. Prima di andarsene, qualcosa risponde nuovamente al pianto di Willy. Jesse segue le risposte e si rende conto che Willy sta comunicando con la sua famiglia. La scoperta viene interrotta quando il direttore del parco Wade e alcuni colleghi si intrufolano nell'area di osservazione per danneggiare deliberatamente il punto in cui Willy ha fracassato la vasca affinché l'acqua fuoriesca gradualmente.
Randolph spiega a Jesse che Dial intende uccidere Willy e riscuotere l'assicurazione da un milione di dollari. Jesse escogita un piano per riportarlo nell'oceano, con la partecipazione di Randolph e Rae. Usano un carrello elevatore per trasportare Willy su un camion rubato a Glen. Poiché la polizza assicurativa non copre il furto, Dial avvia una ricerca quando viene informato da Wade dell'orca scomparsa. Jesse, Randolph e Rae cercano di rimanere sulle strade secondarie per evitare di essere individuati, ma quando il camion rimane bloccato nel fango, Jesse usa la radio CB del camion per chiamare Glen e Annie per chiedere aiuto. I Greenwood arrivano e Glen all'inizio è riluttante ad assistere con il piano, ma cede quando Jesse lo implora. Glen guida il camion fino alla Marina di Dawson, dove Dial, Wade e i loro uomini si sono radunati ai cancelli per fermarli. Glen sfonda il cancello, fa girare il camion e spinge Willy in acqua.
Dopo una lotta con gli uomini di Dial e Wade, Willy riesce a nuotare via. Tuttavia, due delle navi baleniere di Dial sigillano il porto. Jesse corre verso il frangiflutti e incoraggia Willy a seguirlo e saltare oltre. Sul frangiflutti, Jesse recita una preghiera Haida che Randolph gli aveva insegnato attraverso la storia di Natselane, prima di dare a Willy il segnale di saltare. Willy salta e atterra nell'oceano dall'altra parte, libero di tornare dalla sua famiglia, mentre Dial e Wade sgomenti possono solo guardare. Jesse ringrazia e abbraccia Glen e Annie mentre Willy chiama Jesse in lontananza.

## Produzione
Il film è stato girato ad Astoria, Cannon Beach e Portland, nell'Oregon, e a Città del Messico. La parte di Willy era interpretata da un'orca di nome Keiko, sostituita in alcune scene da un'orca meccanica e da una controfigura disegnata al computer; gli effetti speciali erano curati dal supervisore Walt Conti. Nelle scene in cui Willy si esibiva assieme a Jessie, l'addestratore di orche Justin Sherman agiva come controfigura di Jason James Richter.

### L'orca Keiko
Keiko era un esemplare maschio di orca. Fu catturato vicino all'Islanda nel 1979 e venduto ad un acquario di Hafnarfjörður che lo cedette successivamente al Reino Aventura di Città del Messico, dove viveva in pessime condizioni. In seguito al film vi furono molte proteste e campagne per la sua liberazione. Venne effettivamente liberato dopo una lunga riabilitazione, ma non fu mai in grado di sostentarsi da solo, né di unirsi ad un branco di orche. Morì di polmonite nel fiordo di Taknes in Norvegia il 13 dicembre del 2003 all'età di 27 anni. Il personale che ne curava il suo reinserimento in natura disse che «era diventato letargico e non accettava molto il cibo». Pesava cinque tonnellate ed era lungo sette metri.

## Accoglienza

### Botteghino
Il film è uscito nelle sale nordamericane il 16 luglio 1993 e ha incassato $ 7.868.829 a livello nazionale nel fine settimana di apertura. Alla sua uscita iniziale, si classificò al quinto posto al botteghino prima di passare al numero 4 entro il fine settimana successivo e mantenne la posizione per altre due settimane. Successivamente, il suo successo al botteghino cominciò a diminuire gradualmente, ad eccezione di un fine settimana di tre giorni (dal 3 al 6 settembre), in cui le entrate lorde erano aumentate del 33,6%.
Ha continuato incassando $ 77.698.625 nella sua uscita all'estero e $ 11.181 dalla sua riedizione nel 2021 in alcuni mercati nazionali, portando l'incasso lordo del film a $ 153.709.806.

### Critica
Il sito Rotten Tomatoes ha riferito che il 71% dei critici su una base di 31 recensioni ha dato al film una valutazione media di 5,6/10, con il consenso critico che recita: "Free Willy tocca le corde del cuore abbastanza abilmente da saltare al di sopra della crescente ondata di sentimentalismo che minaccia di annegare la sua stereotipata storia per famiglie."
Il sito Metacritic indica che il film, su una base di 14 recensioni, ha un punteggio medio ponderato di 79 su 100, indicando "recensioni generalmente favorevoli".

## Riconoscimenti
- 1994 - BMI Film & TV Award
  - BMI Film Music Award (Basil Poledouris)
- 1994 - Environmental Media Award
  - Miglior film
- 1994 - Genesis Award
  - Miglior film
- 1994 - Golden Screen
  - Golden Screnn
- 1994 - MTV Movie & TV Award
  - Migliore canzone (Will You Be There, cantata da Michael Jackson)
  - Nomination miglior performance rivelazione (Jason James Richter)
  - Nomination miglior bacio (Jason James Richter e Keiko)
- 1994 - Young Artist Award
  - Miglior film drammatico per famiglie
  - Migliore interpretazione in un film - Giovane attore protagonista (Jason James Richter)

## Sequel
Dal film sono stati tratti tre sequel:
- Free Willy 2 (1995)
- Free Willy 3 - Il salvataggio (1997)
- Free Willy - La grande fuga (2010)

## Citazioni e riferimenti culturali
- Free Willy è stato parodiato in diversi episodi dei Simpson. Nell'episodio Il ragazzo che sapeva troppo, Willy non riesce a saltare e schiaccia Jesse sulle rocce. Nello speciale Halloween La paura fa novanta XI, Lisa Simpson libera un delfino dall'acquario Springfield e salta su una barriera di roccia in modo simile a Willy, ma la coda colpisce Lisa in faccia.
- Willy compare in un episodio della serie animata Futurama.
- In un episodio di Zack e Cody sul ponte di comando si vede la scena finale del film quando l'orca è libera nel mare, e Bailey Pickett (Debby Ryan) dice di aver visto il film almeno venti volte.